# Didemnum lacertosum
Didemnum lacertosum is een zakpijpensoort uit de familie van de Didemnidae. De wetenschappelijke naam van de soort is voor het eerst geldig gepubliceerd in 1995 door Monniot.